# District d'Eni
Eni est une tribu des îles Loyauté sur l'île de Maré, elle fait partie de l'aire coutumière Nengone, dans le district Eni.